# Кубок Европы по хоккею с шайбой
Кубок Европы по хоккею с шайбой (англ. The IIHF European Cup) — ежегодное спортивное соревнование по хоккею с шайбой, проводившееся с 1965 по 1997 год под эгидой ИИХФ. Турнир являлся главным трофеем в европейском хоккее. До сезона 1992/93 именовался Кубком европейских чемпионов. В сезоне 1996/97 параллельно с Кубком Европы проводилась Хоккейная Евролига. После 1997 года Евролига уже полностью заменила Кубок Европы.
Рекордсменом турнира является ЦСКА, который выиграл 20 титулов, причём с 1978 по 1990 год сделал это 13 раз подряд. Владислав Третьяк, в составе ЦСКА, становился 13 раз обладателем кубка (1969-1974, 1976, 1978-1983). При этом Алексей Касатонов и Сергей Макаров стали обладателями кубка 12 раз подряд (1978-1989).

## История
Идея создания турнира принадлежит одному из бывших сопрезидентов Хоккейного союза ФРГ Гюнтеру Сабецки. После 29 декабря 1964 года он призвал к созданию Кубка Европы. Было решено провести собрание по этому вопросу на конгрессе ИИХФ 1965 года в Тампере, Финляндия.
23 октября 1965 года стартовал первый розыгрыш Кубка Европы, в котором приняло участие 14 команд.
Несмотря на то, что Кубок Европы существовал 32 года, регламент проведения соревнования менялся лишь раз. С 1965 по 1983 год Кубок Европы разыгрывался по олимпийской системе. С 1984 года турнир разыгрывался в два раунда: предварительный и финальный. До 1974 года в розыгрыше кубка принимал участие предыдущий обладатель кубка. В 1997 году состоялся последний розыгрыш Кубка Европы. Последним победителем турнира стал российский клуб «Лада». На смену Кубку Европы пришёл другой клубный хоккейный проект — Хоккейная Евролига.

## Победители Кубка Европы
| Год       | Победитель                | 2 место            | 3 место                                       |
| --------- | ------------------------- | ------------------ | --------------------------------------------- |
| 1965/1966 | ЗКЛ Брно (1)              | ЕВ Фюссен          | Клагенфурт Волеренга                          |
| 1966/1967 | ЗКЛ Брно (2)              | Ильвес Тампере     | Клагенфурт ЦСКА Москва                        |
| 1967/1968 | ЗКЛ Брно (3)              | Дукла Йиглава      | Динамо Берлин Клагенфурт                      |
| 1968/1969 | ЦСКА Москва (1)           | Клагенфурт         | Динамо Берлин ЗКЛ Брно                        |
| 1969/1970 | ЦСКА Москва (2)           | Спартак Москва     | Лександ Дукла Йиглава                         |
| 1970/1971 | ЦСКА Москва (3)           | Дукла Йиглава      | Брюнес Евле Гьяччио Кортина Кортина-д’Ампеццо |
| 1971/1972 | ЦСКА Москва (4)           | Брюнес Евле        | Динамо Вайсвассер Дукла Йиглава               |
| 1972/1973 | ЦСКА Москва (5)           | Брюнес Евле        | Дюссельдорф Дукла Йиглава                     |
| 1973/1974 | ЦСКА Москва (6)           | Тесла Пардубице    | Тилбург Трепперс                              |
| 1974/1975 | Крылья Советов Москва (1) | Дукла Йиглава      | Динамо Вайсвассер ХИФК Хельсинки              |
| 1975/1976 | ЦСКА Москва (7)           | СОНП Кладно        | Дюссельдорф Таппара Тампере                   |
| 1976/1977 | СОНП Кладно (1)           | Спартак Москва     | Брюнес Евле ТПС Турку                         |
| 1977/1978 | ЦСКА Москва (8)           | Польди СОНП Кладно | Динамо Берлин                                 |
| 1978/1979 | ЦСКА Москва (9)           | Польди СОНП Кладно | Эссят Пори                                    |
| 1979/1980 | ЦСКА Москва (10)          | Таппара Тампере    | Слован Братислава                             |
| 1980/1981 | ЦСКА Москва (11)          | ХИФК Хельсинки     | Польди СОНП Кладно                            |
| 1981/1982 | ЦСКА Москва (12)          | Витковице          | СК Риссерзе Гармиш-Партенкирхен               |
| 1982/1983 | ЦСКА Москва (13)          | Дукла Йиглава      | Таппара Тампере                               |
| 1983/1984 | ЦСКА Москва (14)          | Дукла Йиглава      | Динамо Берлин                                 |
| 1984/1985 | ЦСКА Москва (15)          | Кёльнер Хайе Кёльн | Дукла Йиглава                                 |
| 1985/1986 | ЦСКА Москва (16)          | Сёдертелье         | Спортбунд ДХК Розенхайм                       |
| 1986/1987 | ЦСКА Москва (17)          | ВСЖ Кошице         | Ферьестад Карлстад                            |
| 1987/1988 | ЦСКА Москва (18)          | Тесла Пардубице    | Таппара Тампере                               |
| 1988/1989 | ЦСКА Москва (19)          | ВСЖ Кошице         | Кёльнер ЕК Кёльн                              |
| 1989/1990 | ЦСКА Москва (20)          | ТПС Турку          | Юргорден Стокгольм                            |
| 1990/1991 | Юргорден Стокгольм (1)    | Динамо Москва      | ТПС Турку                                     |
| 1991/1992 | Юргорден Стокгольм (2)    | Дюссельдорф        | Динамо Москва                                 |
| 1992/1993 | Мальмё ИФ (1)             | Динамо Москва      | Йокерит Хельсинки                             |
| 1993/1994 | ТПС Турку (1)             | Динамо Москва      | Мальмё ИФ                                     |
| 1994/1995 | Йокерит Хельсинки (1)     | Лада Тольятти      | ТПС Турку                                     |
| 1995/1996 | Йокерит Хельсинки (2)     | Кёльнер Хайе Кёльн | ХВ71 Йёнчёпинг                                |
| 1996/1997 | Лада Тольятти (1)         | МОДО Эрншёльдсвик  | Дюссельдорф                                   |

Победы по странам:
- СССР — 21
- Чехословакия — 4
- Швеция — 3
- Финляндия — 3
- Россия — 1